# Vienne AC
Le Vienne AC (en allemand : Wiener Athletiksport Club) est un club omnisports basé à Vienne et fondé en 1896. 
Le club comporte plusieurs sections : le hockey sur gazon, le tennis, le football, le beach-volley, le fitness. Le WAC a aussi connu une section basket-ball et de hockey sur glace.

## Palmarès

### Hockey
La section hockey sur gazon, fondée en 1900, est la section phare du club.
- Championnat d'Autriche de hockey sur gazon masculin
  - Champion (19) : 1919, 1920, 1921, 1922, 1923, 1927, 1928, 1929, 1994, 1995, 1996, 1997, 1998, 1999, 2000, 2001, 2003, 2004 et 2005

- Championnat d'Autriche de hockey en salle masculin
  - Champion (16) : 1990, 1991, 1992, 1993, 1994, 1995, 1996, 1997, 1998, 1999, 2000, 2001, 2002, 2004, 2007 et 2008

- Championnat d'Autriche de hockey sur gazon féminin
  - Champion (17) : 1927, 1928, 1929, 1930, 1931, 1932, 1934, 1950, 1951, 1954, 1955, 1956, 1969, 1977, 1979, 2006 et 2007

- Championnat d'Autriche de hockey en salle féminin
  - Champion (8) : 1964, 1965, 1966, 1967, 1968, 1969, 1978 et 2009

### Football
La section football, fondée le 14 octobre 1897, a remporté plusieurs titres au début du XXe siècle. Depuis les années 2000, la section n'est plus qu'une section de loisir.
- Coupe Mitropa
  - Finaliste (1) : 1931

- Championnat d'Autriche de football
  - Champion (1) : 1915
  - Vice-champion (1) : 1943 (championnat de guerre)

- Coupe d'Autriche de football
  - Vainqueur (3) : 1931, 1938 et 1959
  - Finaliste (3) : 1928, 1932 et 1935

- Challenge Cup
  - Vainqueur (3) : 1901, 1903 et 1904

- Coupe Tagblatt
  - Vainqueur (3) : 1900, 1901 et 1902

### Basket-ball
- Championnat d'Autriche de basket-ball
  - Champion (1) : 1947